# Mocajuba (kommun)
Mocajuba är en kommun i Brasilien.   Den ligger i delstaten Pará, i den nordöstra delen av landet, 1 500 km norr om huvudstaden Brasília. Antalet invånare är 26 745.
Följande samhällen finns i Mocajuba:
- Mocajuba

I omgivningarna runt Mocajuba växer i huvudsak städsegrön lövskog. Runt Mocajuba är det ganska glesbefolkat, med 28 invånare per kvadratkilometer.